# فرمونت (میشیگان)
فرمونت، میشیگان (به انگلیسی: Fremont, Michigan) یک شهر در ایالات متحده آمریکا با جمعیت ۴٬۰۸۱ نفر است که در میشیگان واقع شده‌است.

## موقعیت جغرافیایی
موقعیت جغرافیایی شهرها و مناطق اطراف به شرح زیر است: